# Haltichella hydara
Haltichella hydara är en stekelart som först beskrevs av Walker 1842.  Haltichella hydara ingår i släktet Haltichella och familjen bredlårsteklar. Inga underarter finns listade i Catalogue of Life.